# NK Tetima
Nogometni klub "Tetima" (NK "Tetima"; OFK "Tetima"; "Tetima") je bio nogometni klub iz Tetime, Grad Derventa, Republika Srpska, Bosna i Hercegovina. 
 
Klupska boja je bila crvena.

## O klubu
Nogomet se u Tetimi počeo igrati 1950.-ih godina, te su odigravame utakmice protiv klubova i momčadi iz okolnih naselja kao što su Gradac, Modran ili Begluci. Do službeniog osnivanja kluba dolazi 1976. godine, te se uključuje u ligaška natjecanja. Klub je 1978. prvak "Općinske lige Derventa", te ulazi u "Međuopćinsku ligu Doboj", u kojoj igra sljedećih godina. Klub je jednom igrao i kvalifikacije za ulazak u "Zonsku ligu Doboj", ali nije uspio.
Zbog rata u BiH, okupacije i protjerivanja hrvatskog i muslimanskog stanovništva iz Tetime, klub 1992. godine prestaje s radom, te cjelokupno područje općine Derventa ostaje pod srpskom kontrolom i ulazi u sastav Republike Srpske.

## Uspjesi
Općinska liga Derventa
- prvak: 1977./78.

Kup ONS Derventa
- finalist: 1979.

## Unutrašnje poveznice
- Tetima